# Eryngium giganteum
Eryngium giganteum M.Bieb., 1808 è una pianta erbacea perenne appartenente alla famiglia delle Apiacee.